# タヴェルナ (飲食店)

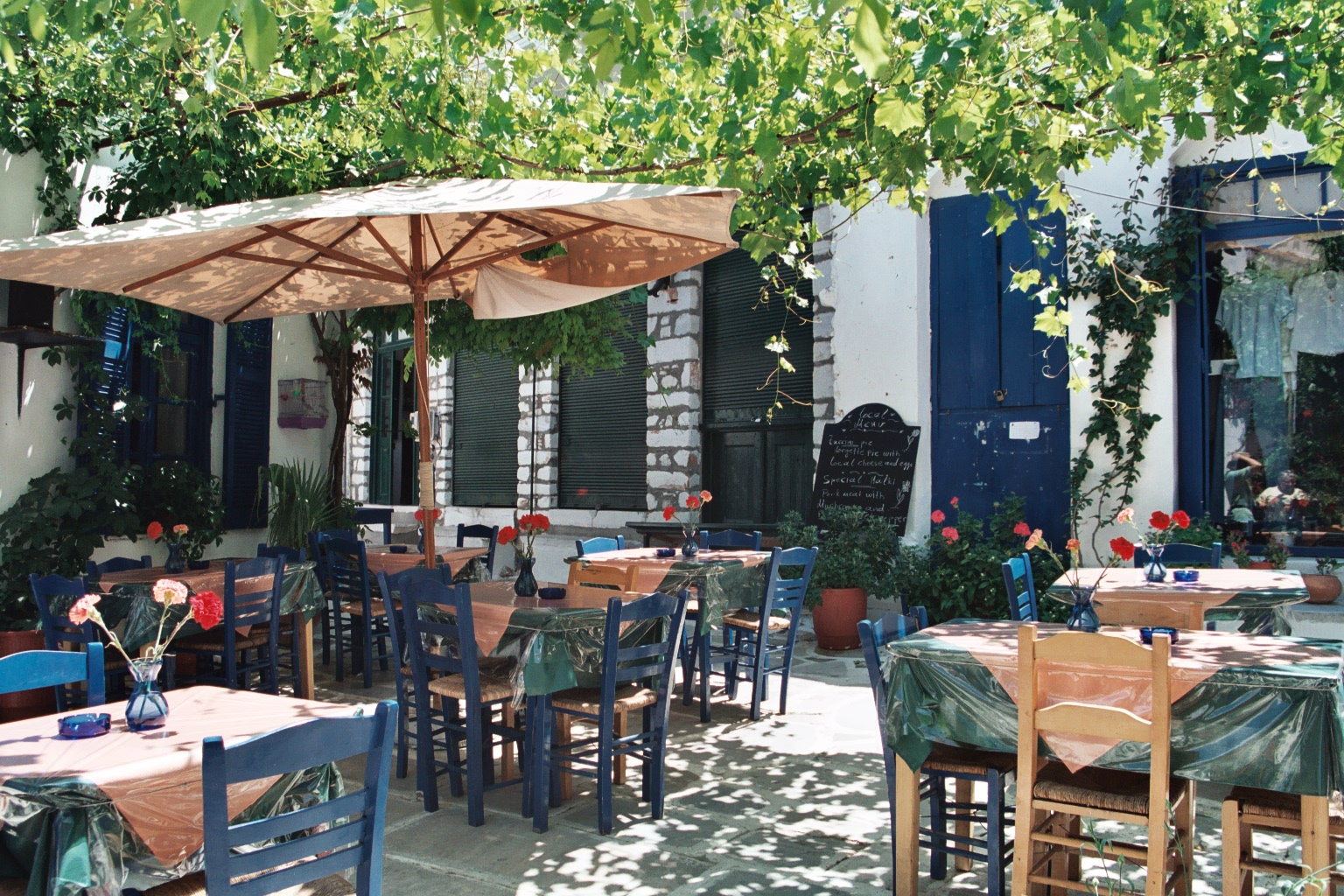
ナクソス島のタヴェルナ

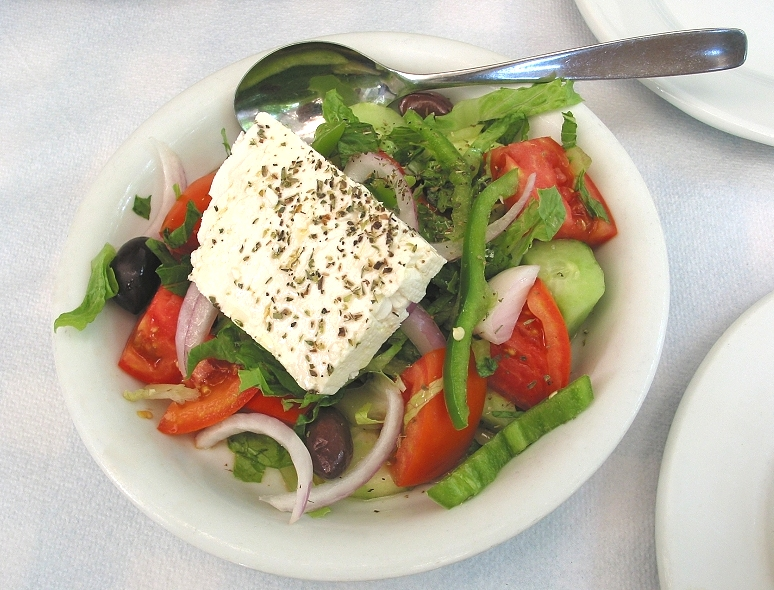
グリークサラダ

タヴェルナ（ギリシア語: ταβέρνα）はギリシア料理を提供する小規模なレストランを指す。英語の居酒屋や宿屋を意味するタヴァーン "tavern" とほぼ同じような意味で混同されやすい。ギリシャ語では ταβέρνα でもともとの意味はラテン語で小屋や仮屋を意味する taberna から来ており、板を意味する tabula や梁や木材を意味する traberna や trabs から変化した可能性もある。ギリシャ人の移民によってタヴェルネス（複数）は世界中に広がり、とくにアメリカやオーストラリアでは広がっている。タヴェルナはギリシャ料理やギリシャの文化になくてはならないものとなっている。タヴェルナで提供されるメニューには塊のパンやピタパン、グリークサラダ、ザジキ、ティロカフテリなどのチーズを使った料理などの前菜（メゼ）、ファソラーダのような豆のスープ、パスタ、魚介の揚げ物や焼き物、ムサカ、スブラキなどのメイン料理、レッシナ（松脂を混ぜたワイン）や甘いワインのマヴロダフニ、他に赤や白のギリシャワイン、ビール、ウーゾ、チプロなどのアルコール類、ギリシャコーヒー、果物がある。
タヴェルナは通常昼間に開店し、夕食は午後8時30分に始まり午後10時にピークを迎える。現在は経済危機にあるが、近年までの観光産業の成長に伴って外国人向けにギリシャの多くのタヴェルナでは英語のメニューを用意したりしている。中にはしつこい客引きや従業員をさくらに使ったり、ツアーガイドに金を支払ってお客を送り込ませるタヴェルナも存在する。